# Zettabyte
Zettabyte (ZB) är en informationsenhet samt en multipel av byte. Namnet kommer av SI-prefixet zetta (Z), för en triljard, och byte (B).
Enheten används i två skilda betydelser:
- 1 000 000 000 000 000 000 000 (1021 = 10007) byte
- 1 180 591 620 717 411 300 000 (270 = 10247) byte

Enligt definition av SI och IEC motsvarar en zettabyte det förstnämnda värdet, då det är överensstämmande med värdet av tidigare nämnt SI-prefix. Det vanligaste och allmänt accepterade värdet är dock det sistnämnda. För att minimera förvirring bland de två olika värdena kan dock det sistnämnda värdet definieras som en zebibyte (ZiB).